# Pieter Lastman
Pour les articles homonymes, voir Lastman.
Pieter Lastman ou Pieter Pietersz Lastman (Amsterdam, 1583 - idem, 1633) est un peintre néerlandais.

## Biographie
Entre 1604 et 1607 environ, Lastman a voyagé en Italie, où il a été influencé par Le Caravage (comme le furent les peintres de l'école d'Utrecht quelques années plus tard) et par Adam Elsheimer.
Lastman fut le peintre d'Amsterdam le plus important et le plus influent de sa génération. Il déclinait les commandes, choisissant librement ses sujets, privilégiant les conversations et les confrontations soudaines. Il y associe la grandeur italienne à l'esprit malin et humoristique du réalisme néerlandais. Dans ce pays protestant, il n'avait matière à composer de grands tableaux d'autels comme le fera Rubens, mais dans l'espace réduit de ses tableaux, il parvient à une extraordinaire concentration de vie et à la recherche du détail.
Il a eu comme élèves Rembrandt pendant 6 mois et Jan Lievens. Il semble que Rembrandt n'ait jamais visité lui-même l'Italie, mais ait été influencé par le biais de Lastman.
Pieter Lastman fait partie d'un groupe d'artistes que l'on nomme les pré-rembranesques, c'est-à-dire les peintres avant Rembrandt, de sensibilité proche des débuts du maître :
- Claes Cornelisz. Moyeart (1603-1660),
- Jacob Symonsz. Pynas (vers 1592-vers 1650),
- Jan Symonsz. Pynas (vers 1582-1631),
- François Venant (1591-1636),
- Jan Tengnagel (1584-1635).

## Œuvre
- Femme auprès d'un rouet avec un homme tenant un pot, v. 1575, bois, 76 × 63 cm, Rijksmuseum, Amsterdam[4]
- La Mise au tombeau, 1612, bois, 123 × 101 cm, musée des beaux-arts de Lille[2]
- L'Ange du seigneur empêchant Abraham de sacrifier son fils Isaac (1616), bois, 36 × 42 cm, musée du Louvre[5]
- Junon, découvrant Jupiter avec Io, 1618, huile sur chêne, 54 × 78 cm, National Gallery, Londres[1]
- Apparition de l'Ange au vieux Tobie, 1618, Statens Museum for Kunst, Copenhague[3]
- L’ânesse de Balaam, 1622, peinture sur bois, 41 × 60 cm[6], New York, Collection Richard L. Feigen[7]